# Connor Howe
Connor Howe (Canmore, 10 juni 2000) is een Canadese langebaanschaatser. Howe is geboren daar waar een wedstrijdlocatie was bij de Olympische Winterspelen 1988 in Calgary en is lid van de Banff Canmore Speed Skating Club.
Howe debuteerde op de Wereldkampioenschappen voor junioren in 2017 op de ijsbaan Oulunkylä te Helsinki, Finland. Daar won hij zilver op de teamsprint. Op 12 februari 2021 behaalde Howe zilver op het onderdeel ploegenachtervolging.

## Persoonlijke records
| Afstand     | Tijd     | Datum             | Baan           |
| ----------- | -------- | ----------------- | -------------- |
| 500 meter   | 35,23    | 3 januari 2020    | Calgary        |
| 1000 meter  | 1.07,19  | 5 december 2021   | Salt Lake City |
| 1500 meter  | 1.42,42  | 11 december 2021  | Calgary        |
| 3000 meter  | 3.43,28  | 10 september 2022 | Calgary        |
| 5000 meter  | 6.22,15  | 19 november 2022  | Heerenveen     |
| 10000 meter | 13.39,76 | 18 maart 2023     | Calgary        |

(laatst bijgewerkt: 19 maart 2023)

## Resultaten
| Jaar | WK Afstanden                               | Olympische Spelen                   | WK Junioren              |
| ---- | ------------------------------------------ | ----------------------------------- | ------------------------ |
| 2017 |                                            |                                     | 24e (37e, 36e, 41e, 33e) |
| 2018 |                                            |                                     | 11e (17e, 28e, 15e, 29e) |
| 2019 | 24e 1500m                                  |                                     | 10e (28e, 14e, 13e, 18e) |
| 2020 | 19e 1500m                                  |                                     |                          |
| 2021 | 10e 1000m · 6e 1500m · achtervolging       |                                     |                          |
| 2022 |                                            | 12e 1000m 5e 1500m 5e achtervolging |                          |
| 2023 | 10e 1500m · 14e massastart · achtervolging |                                     |                          |
| 2024 | 19e 1000m · 12e 1500m · achtervolging      |                                     |                          |
| 2025 | 11e 1000m · 1500m · 6e teamsprint          |                                     |                          |

(#, #, #, #) = afstandspositie op juniorentoernooi (500m, 1500m, 1000m, 5000m).